# Qrendi
Qrendi [ˈʔrɛndɪ] oder Il-Qrendi ist ein Dorf im Südwesten der Insel Malta mit 2861 Einwohnern (Stand 31. Dezember 2020). Es befindet sich in der Nähe von Mqabba und Żurrieq. Auf seinem Gemeindegebiet befinden sich die Blaue Grotte sowie die jungsteinzeitlichen Tempel von Mnajdra und Ħaġar Qim.

## Geschichte
Qrendi taucht geschichtlich zuerst 1417 in den Verpflichtungslisten der Miliz auf, in denen 26 Haushalte – also Bauernhäuser – verzeichnet waren; in der Hälfte der Fälle waren die Familiennamen die gleichen, die man heute noch in Qrendi finden kann. Doch Qrendi war schon viel früher besiedelt. Die Tempelanlagen von Mnajdra und Ħaġar Qim entstanden 3800 v. Chr., womit sie – wie andere Überreste aus der Tempelzeit – zu den ersten freistehenden Bauwerken der Menschheitsgeschichte zählen. Überreste von Gräbern und Katakomben auf den Feldern, sowie andere vorgeschichtliche Funde weisen auf den lange zurückliegenden Beginn der Besiedlung hin.
Als Dank für die Vertreibung der Türken bei der ersten Großen Belagerung 1565 wurde die Kapelle der hl. Anna in Qrendi gebaut.
Die andere Große Belagerung musste Malta im Zweiten Weltkrieg über sich ergehen lassen, als die Achsenmächte die Inseln bis zur Kapitulation zerbomben wollten. Qrendi und seine Umgebung beherbergte eine Anzahl britischer Garnisonen, die sich auf Aktionen gegen Rommels Streitkräfte in Nordafrika vorbereiteten. Nahe Qrendi wurde ein Flugplatz für die geplante alliierte Invasion Siziliens erbaut und obwohl dieses Gelände zurückverwandelt wurde, können nördlich des Dorfes immer noch einige Gebäude und die Landebahn ausgemacht werden. In dieser Zeit wurden auch Bomben auf Qrendi geworfen, woraufhin Häuser beschädigt wurden und viele Menschen ihr Leben verloren. Besonders ältere Leute schafften es nicht mehr, in die unterirdischen Schutzräume zu kommen, die von den Einwohnern errichtet worden waren. Unter den zerstörten Gebäuden findet sich auch die Pfarrkirche St. Matthäus, die nach dem Krieg wieder aufgebaut wurde.

## Neuere Zeit
Mit der Zeit ist Qrendi langsam bis zu einer vierstelligen Bevölkerungszahl gewachsen; heute liegt sie bei etwas über 2500 Einwohnern. Bis vor kurzer Zeit lebten die Einwohner von der Landwirtschaft, von Steinbrüchen und vom Fischen.
Das Dorf hat sich in den letzten Jahren durch eine Umgehungsstraße und neue Siedlungsgebiete ziemlich verändert. Der Busbahnhof und ein freier Platz vor der Pfarrkirche wurden durch Entfernung der Fundamente eines alten Landhauses geschaffen.
Durch den „Council Act“ von 1993 wurde Qrendi zum Distrikt mit eigenem Gemeinderat; 5 Mitglieder werden alle drei Jahre gewählt und einer davon wird Bürgermeister. Die Unterhaltung der Straßen des Ortes, die Straßenreinigung und die Parkkontrollen zählen zu ihren Aufgaben. Größere Aufgaben müssen mit der Regierung und anderen Institutionen abgesprochen werden. Ihr Büro ist neben dem Hauptplatz.
Qrendi hat seine eigene Volksschule und auch eine Sonderschule.

## Sehenswürdigkeiten
Die schmalen, gewundenen Straßen, die Häuser mit Innenhöfen, die kleinen Felder und die bäuerlichen Räume sind typisch für Qrendi. Da Qrendi weit entfernt vom nächsten Supermarkt ist, gibt es viele Geschäfte, einschließlich einer alten, holzbefeuerten Bäckerei. Viele Straßenhändler rufen ihre Waren aus und Früchte- und Fischkarren besuchen die Plätze in der Frühe.
Eine von Qrendis Sehenswürdigkeiten ist die Maqluba, eine karstige Vertiefung, die während eines großen Sturms 1343 eingebrochen ist. Man sagt, dass die kleine Kapelle an ihrem Eingang damals schon stand, was sie zu einem der ältesten überlebenden christlichen Gebäude in Malta macht.
In der Triq it-Torri (Tower Street) gibt es einen achteckigen Turm, den Qrendi Tower, mit einem Unterposten oder einer Untergarnison der Ritter zum Schutz der Gegend vor Plünderern. Später bauten die Ritter eine Reihe von Beobachtungstürmen – Qrendi hat zwei, davon einen in Wied iż-Żurrieq, der bis 2002 als Polizeiposten diente und bis heute noch die originale Kanone auf dem Dach hat. Der andere, Torri Ħamrija, steht an der Küste des archäologischen Parks von Ħaġar Qim. Als die Briten 1800 eintrafen, wurde Qrendi einem Magistrat (Luogotenente) unterstellt, und diese Personen wurden für ihr Auskommen mit einem von Wällen eingegrenzten Garten ausgestattet. Dieser Garten wurde auf Veranlassung von Sir Alexander Ball, dem Zivilverwalter, angelegt und ist heute als Il-Ġnien Tal-Kmandant bekannt.

## Paläste und Türme
Qrendi war schon immer ein beliebter Ort und die Malteserritter hatten ihre Sommerresidenzen hier; vier davon gibt es im Ortszentrum, Guarena Palace und Gutenberg Palace liegen außerhalb.
Am Rand des Dorfes liegt der Guarena Palace. Es war offensichtlich ein privates Landhaus von Ritter Pietro Roero di Guarena, das 1740 erstellt wurde. Irgendwie wurde es Eigentum einer edlen maltesischen Familie und ist heute immer noch als Privathaus in Gebrauch. Es wurde im typischen Stil des 18. Jahrhunderts gebaut, als Verteidigung nicht mehr der wichtigste Aspekt war, und gleichzeitig ist die Fassade nicht übermäßig verziert.
An der Küste, nahe den vorgeschichtlichen Überresten von Ħaġar Qim und Mnajdra, findet man zwei interessante Bauwerke. Eines ist ein Turm, der Mitte des 17. Jahrhunderts während der Herrschaft des Großmeisters De Redin entstand. Er war Teil einer Reihe von geplanten Wachtürmen in der Gegend, von denen bei der Entdeckung anrückender Feinde Warnungen ausgesandt werden sollten. In der Nähe befindet sich auch ein sehr einfaches Monument mit einer Namensinschrift. Es ist als Congreve Monument bekannt und erinnert an den britischen Gouverneur, der Befehl gab, ihn nach seinem Tode im Meer zwischen Malta und der Insel Filfla zu bestatten.
Ein weiterer Turm in der Gegend diente bis 2002 als Polizeistation in Wied iż-Żurrieq. Dieser Turm wurde von Großmeister Lascaris gebaut und heißt Ta’ Sciutu oder Wied Iż-Żurrieq Tower. Wenn man in diesen Turm eintritt, merkt man sofort, dass er nie zur wirklichen Verteidigung der Gegend diente. Tatsächlich waren nur vier Leute als Wachen eingeteilt und ihre Hauptbeschäftigung war die Beobachtung verdächtiger Schiffsbewegungen. Einer von ihnen hatte ein Pferd, um im Bedarfsfall schnell die Behörden zu informieren.

## Kirchen
Es gibt sieben Kirchen und Kapellen in der Pfarrei – meist auf älteren Ruinen errichtet. Als 1436 die ersten Pfarreien errichtet wurden, war Qrendi Teil von Żurrieq, aber als es wuchs, wurde es 1618 eine eigene Pfarrei; die ornamentreiche, barocke Pfarrkirche – von Lorenzo Gafà, dem Architekten der Kathedrale von Mdina, entworfen – wurde 1720 fertiggestellt.

## Galerie

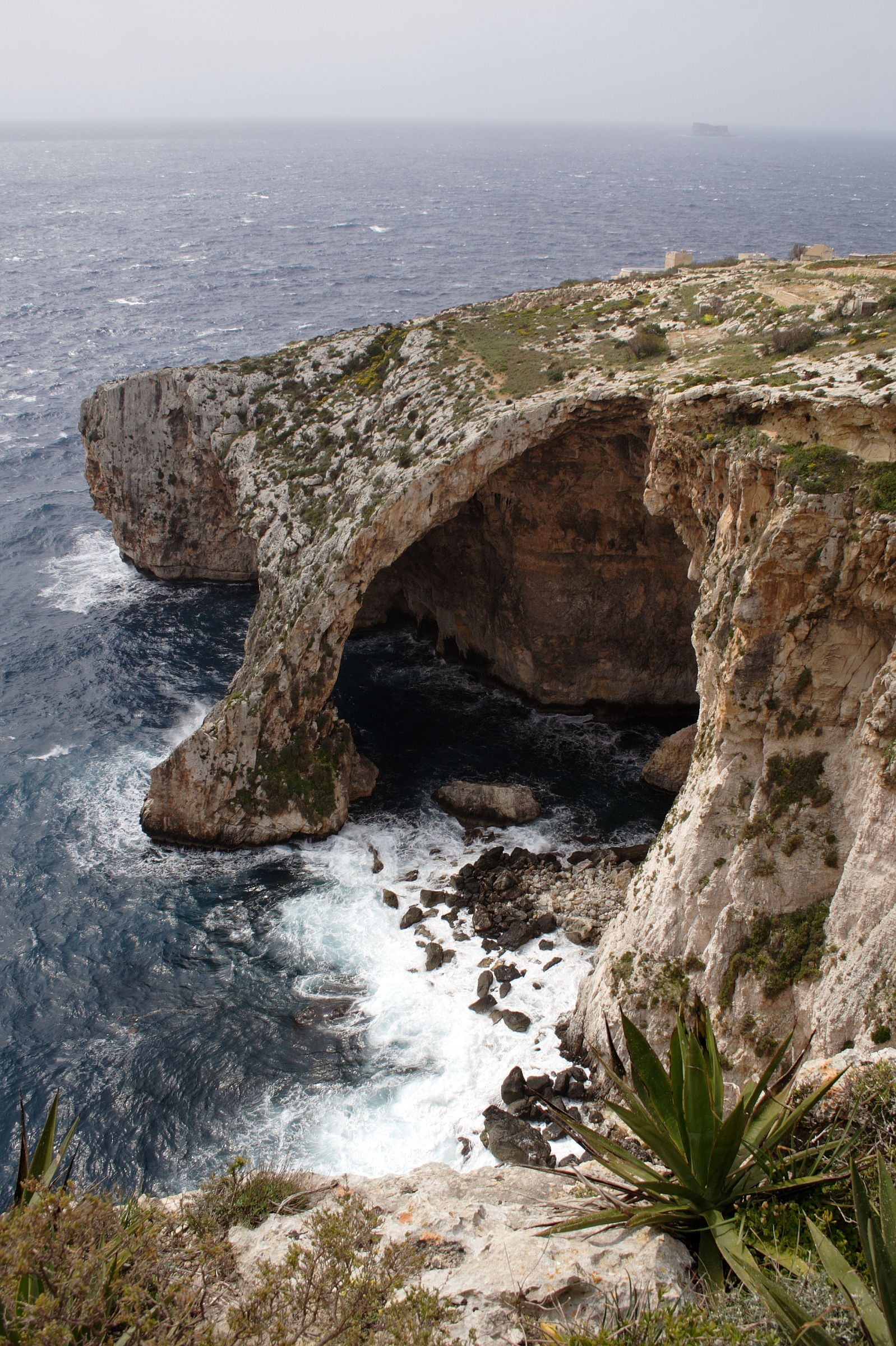
Die Blaue Grotte bei Wied iz-Zurrieq
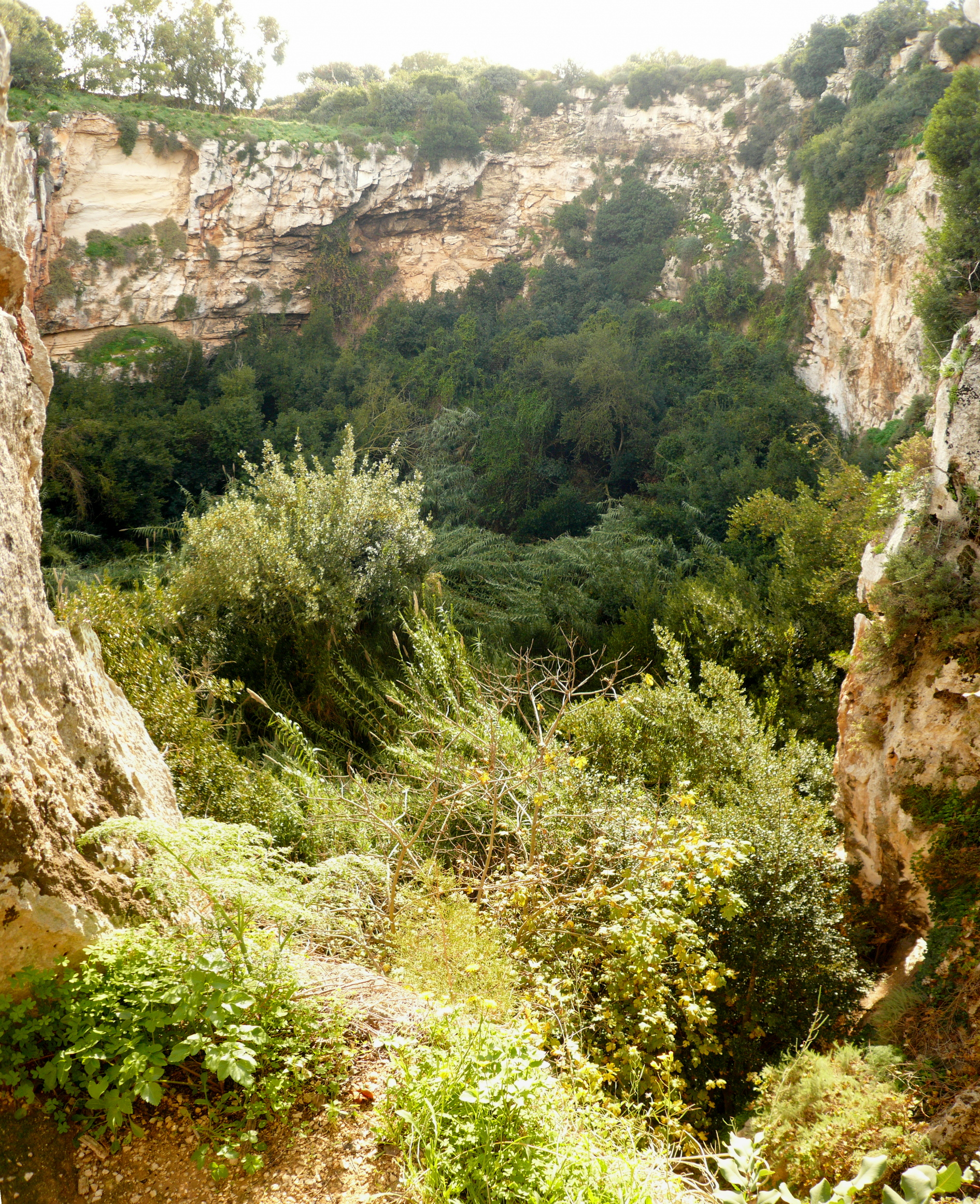
Die Vertiefung il-Maqluba
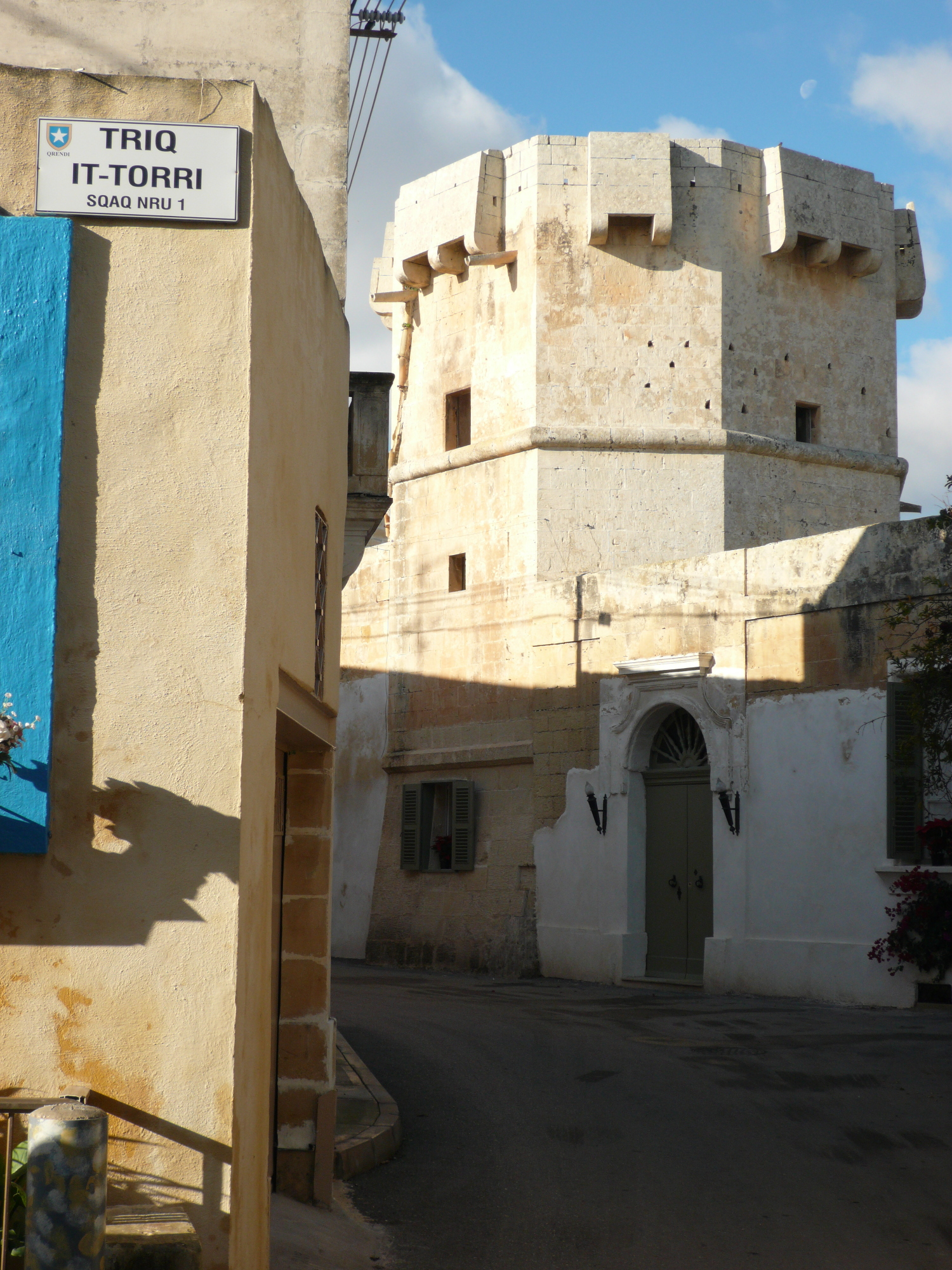
Der achteckige Turm in Qrendi
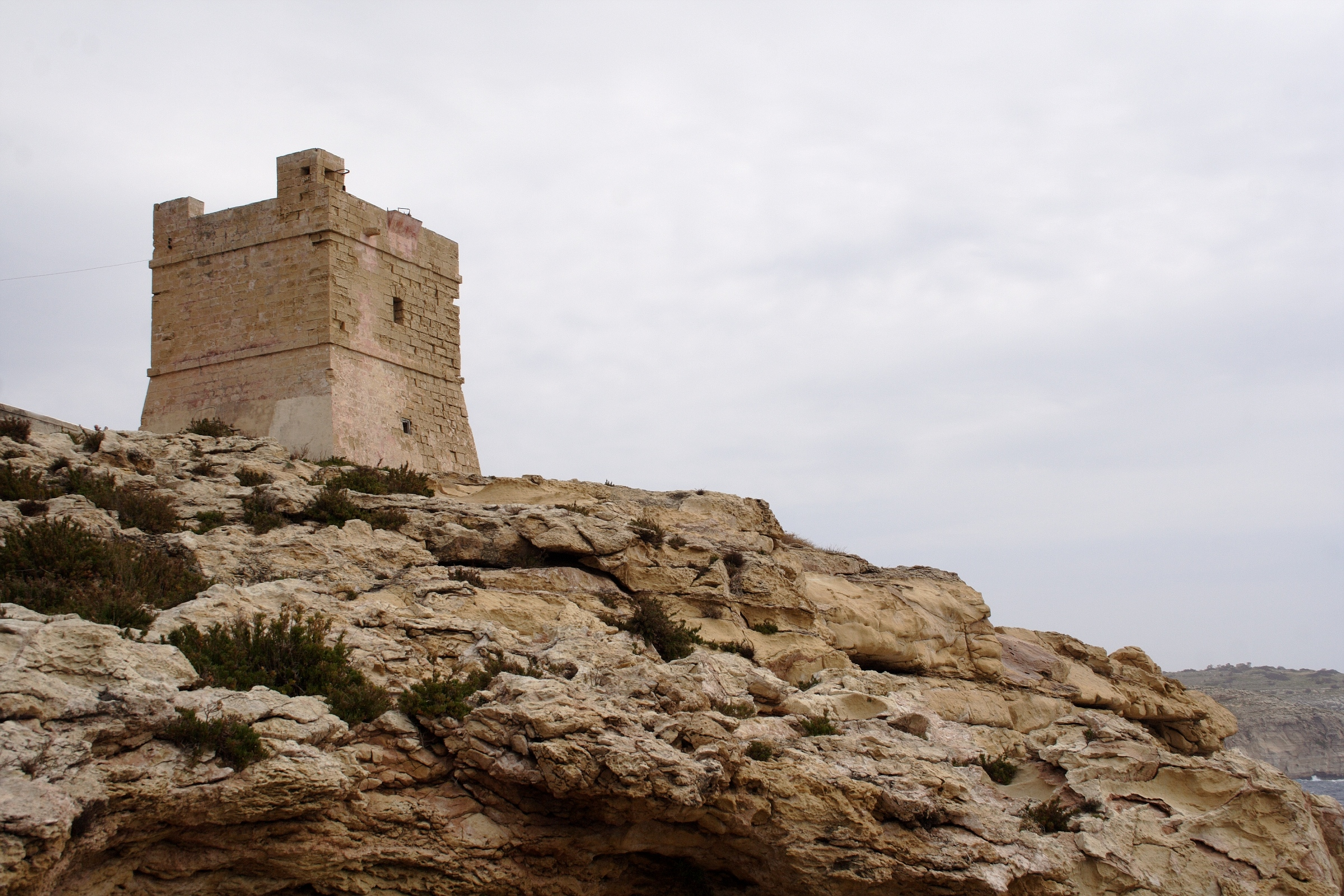
Wied iz-Zurrieq Turm

## Regelmäßige Veranstaltungen

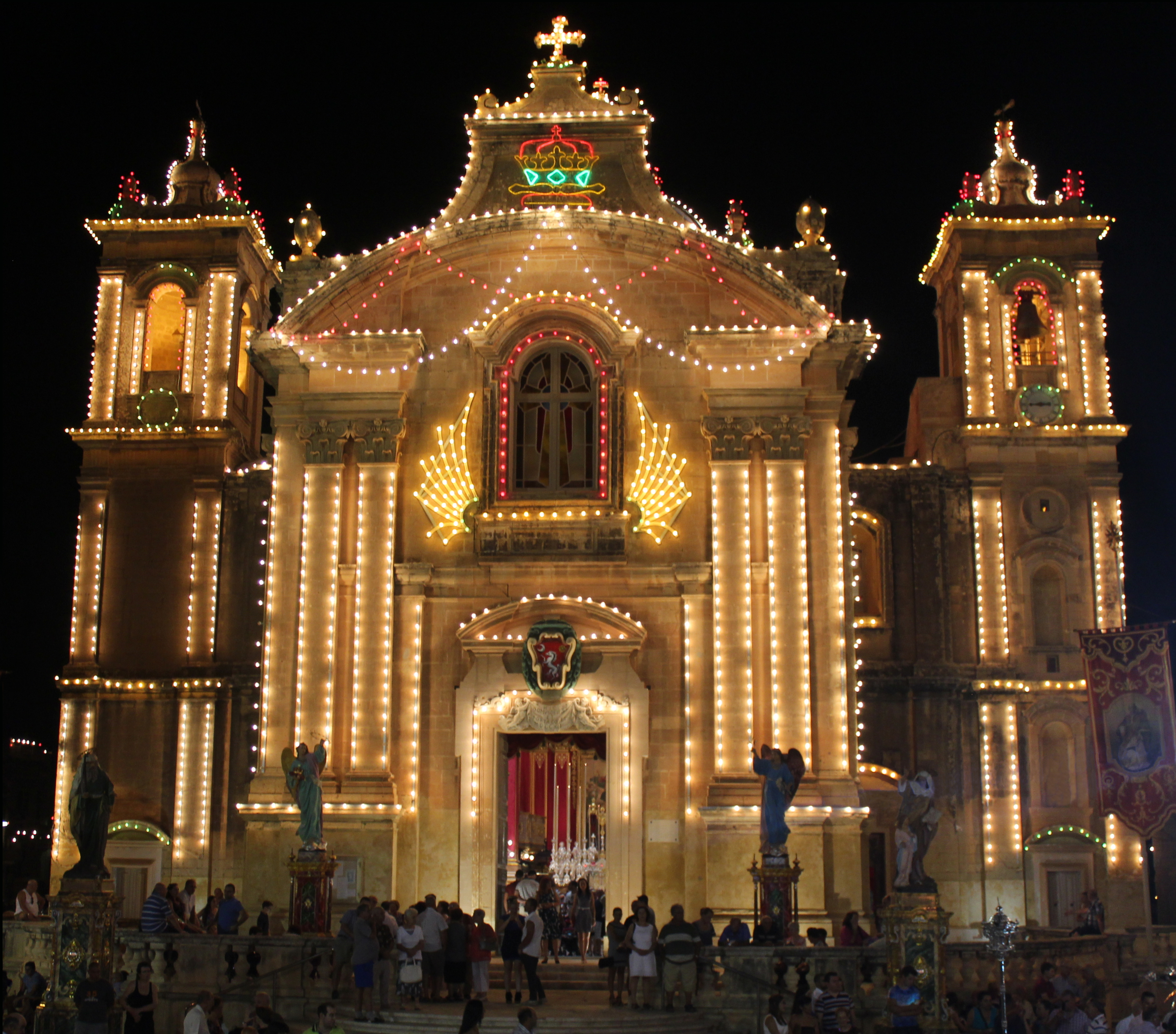
Die Parish Church of Assumption während des Patronatsfest zu Maria Himmelfahrt am 15. August

Im Jahr werden zwei regelmäßige Dorffeste gefeiert: Das Fest der Gottesmutter von Lourdes wird entweder am letzten Sonntag im Juni oder am ersten Sonntag im Juli gefeiert, während man am 15. August Mariae Himmelfahrt – in Malta „Santa Marija“ genannt – zelebriert. In den ersten Julitagen und Mitte August organisieren die Band Clubs „festas“, wochenlange religiöse Feste mit Musikaufführungen, Prozessionen, Straßenfesten und viel Feuerwerk. Es gibt auch viele kleinere „fieras“ und Festivitäten.

## Söhne und Töchter des Orts
- Francesco Buhagiar (1876–1934), Richter und Politiker, Premierminister von Malta
- Ġużè Cassar (1918–2001), Politiker
- Gianluca Bezzina (* 1989), Sänger